# 赵世显
趙世顯（1542年—1610年？），字仁甫，號晋峰，福建福州府侯官（今福州）人，明朝政治人物。

## 生平
嘉靖四十三年（1564年）甲子科福建鄉試第四十五名舉人，曾任浙江嘉善县學训导。萬曆十一年（1583年）癸未科會試第三百二十六名，三甲一百七十四名進士，吏部觀政，本年授直隶池州府推官，十七年降九江府學教授，二十二年遷梁山县知县。萬曆二十六年转池州府通判，以母老不赴。居鄉以文酒娛日，達官貴人罕識其面。為福建詩壇盟主。詩宗盛唐，和诗人徐𤊹、曹学佺、谢肇淛、陳藻等结社芝山。著有《芝園稿》、《山居》、《阙下》、《入蜀》诸集。

## 家族
曾祖趙宏，舉人、教谕；祖趙缨；父趙卿。母邵氏。慈侍下。